# Bert Dietz
Bert Dietz (Leipzig, 9 februari 1969) is een Duits voormalig wielrenner en ploegleider. Het hoogtepunt van zijn carrière was de ritwinst op de Sierra Nevada in de Vuelta van 1995.

## Carrière
Dietz was een succesvolle junior in Oost-Duitsland. Na 1989 ging hij niet minder succesvol verder als amateur bij RSG Nürnberg. In 1993 werd hij Duits kampioen op de weg bij de amateurs en maakte daarna de overstap naar de beroepsploeg Telekom. Al vroeg in zijn carrière vierde hij zijn grootste succes met de overwinning in 1995 in de koninginne-etappe van de Ronde van Spanje in de Sierra Nevada, die eindigde op 2300 meter hoogte, vóór Laurent Jalabert, overigens wel na een gebaar van de Fransman.
In 1996 werd Dietz tweede in de Ronde van Zweden en in 1997 won hij een etappe in de Ronde van Aragon. In 1999 vertrok hij naar RSG Nürnberg, dat inmiddels een profploeg was geworden. In 2000 won hij nog een etappe in de Vredeskoers (de vijfde in zijn carrière) en in datzelfde jaar beëindigde Bert Dietz zijn carrière als wielrenner.
De Olympische wegrit in 2000 in Sydney was zijn laatste koers. In 2001 werd Dietz ploegleider bij Team Olympiapark München.

## Dopingbekentenis
Op 21 mei 2007 gaf Dietz in een ARD-uitzending toe sinds 1995 geregeld epo te hebben gebruikt onder begeleiding en voortdurende ondersteuning van de leiding en medische staf van de Telekom-ploeg.
Met name twee voormalige ploegartsen van Telekom, Lothar Heinrich en Andreas Schmid, verbonden aan de Universiteitskliniek Freiburg, werden door hem zwaar beschuldigd. Beiden hadden het epo-gebruik niet alleen aanbevolen, maar daarnaast de middelen beschikbaar gesteld en in sommige gevallen persoonlijk geïnjecteerd. Heinrich en Schmid waren reeds begin mei 2007 door T-Mobile geschorst nadat de Belgische masseur Jef D'hont hen van medewerking aan georganiseerd dopinggebruik had beschuldigd. Na Dietz' onthullingen bekenden beide artsen systematische dopingtoediening.
Naar eigen zeggen kwam Bert Dietz tot zijn bekentenis enerzijds omdat hij genoeg had van ontkennen en ontmaskering voor wilde zijn, maar anderzijds omdat hij duidelijk wilde maken dat doping in de wielersport diep verankerd zou zijn. Individuele sporters als zondebok aanwijzen zou een stilzwijgende acceptatie inhouden door een meerderheid van renners, functionarissen en leidinggevenden alsmede een eenzijdige en onrechtvaardige behandeling door de media tot gevolg hebben.

## Belangrijkste overwinningen
1990
- 3e etappe Vredeskoers

1991
- 6e etappe Vredeskoers

1992
- Ronde van Neurenberg
- Eindklassement Ronde van Hessen
- 5e etappe Vredeskoers

1993
- Eindklassement Ronde van Rijnland-Palts
- Eindklassement Ronde van Nedersaksen
- Nationaal kampioen op de weg, Amateurs

1995
- 12e etappe Ronde van Spanje

1996
- 3e etappe deel b Ronde van Zweden

1997
- 1e etappe Ronde van Aragon

1998
- 7e etappe Vredeskoers

2000
- 6e etappe Vredeskoers

## Resultaten in voornaamste wedstrijden
| Jaar | Ronde van Italië | Ronde van Frankrijk | Ronde van Spanje |
| ---- | ---------------- | ------------------- | ---------------- |
| 1994 |                  |                     |                  |
| 1995 |                  |                     | 32e (1)          |
| 1996 |                  |                     | opgave           |
| 1997 |                  |                     |                  |
| 1998 |                  |                     | 79e              |
| 1999 |                  |                     |                  |
| 2000 |                  |                     |                  |

| Jaar | Milaan-San Remo | Gent-Wevelgem | Ronde van Vlaanderen | Parijs-Roubaix | Amstel Gold Race | Ronde van Lombardije | Cyclassics Hamburg |  | WK op de weg |
| ---- | --------------- | ------------- | -------------------- | -------------- | ---------------- | -------------------- | ------------------ |  | ------------ |
| 1994 |                 |               |                      | 32e            |                  |                      |                    |  | 50e          |
| 1995 |                 | 29e           | 28e                  | 15e            | 48e              |                      |                    |  |              |
| 1996 | 120e            | 87e           |                      |                |                  |                      | Zilver             |  |              |
| 1997 |                 | 104e          | 78e                  | 37e            |                  | 20e                  |                    |  | 54e          |
| 1998 |                 | 51e           |                      |                |                  |                      |                    |  |              |
| 1999 |                 |               |                      |                |                  |                      | 49e                |  |              |
| 2000 |                 |               |                      |                |                  |                      | 105e               |  | 65e          |